# Ctenoneura
Ctenoneura es un género de cucarachas de la familia Corydiidae.

## Especies
- Ctenoneura acuticerca Bey-Bienko, 1957
- Ctenoneura annulicornis Princis, 1954
- Ctenoneura biguttata Hanitsch, 1932
- Ctenoneura birmanica Princis, 1954
- Ctenoneura brunnea Hanitsch, 1929
- Ctenoneura crassistyla Roth, 1993
- Ctenoneura fulva Hanitsch, 1925
- Ctenoneura gigantea Roth, 1993
- Ctenoneura hanitschi Princis, 1954
- Ctenoneura kemneri Princis, 1967
- Ctenoneura kinabaluana Roth, 1993
- Ctenoneura luma Roth, 1993
- Ctenoneura major Hanitsch, 1925
- Ctenoneura misera Bey-Bienko, 1969
- Ctenoneura mjoebergi Princis, 1954
- Ctenoneura murudensis Roth, 1993
- Ctenoneura parascutica Roth, 1993
- Ctenoneura poringa Roth, 1993
- Ctenoneura propannulicornis Roth, 1993
- Ctenoneura scutica Roth, 1993
- Ctenoneura simulans Bey-Bienko, 1969
- Ctenoneura sipitanga Roth, 1995
- Ctenoneura spinastyla Roth, 1993
- Ctenoneura triprocessa Roth, 1993
- Ctenoneura tuberculata Princis, 1954
- Ctenoneura uncata Roth, 1993
- Ctenoneura yunnanea Bey-Bienko, 1957